# Paramispilopsis indica
Paramispilopsis indica là một loài bọ cánh cứng trong họ Cerambycidae.